# اریک تورستوت
اریک تورستوت (نروژی: Erik Thorstvedt؛ زادهٔ ۲۸ اکتبر ۱۹۶۲) یک بازیکن فوتبال اهل نروژ است.

## تیم ملی
وی همچنین در تیم ملی فوتبال نروژ بازی کرده‌است.